# Diferença (filosofia)
A diferença é um conceito-chave da filosofia, denotando o processo ou conjunto de propriedades pelo qual uma entidade se distingue de outra dentro de um campo relacional ou de um determinado sistema conceitual. No sistema filosófico ocidental, a diferença é tradicionalmente vista como oposta à identidade, seguindo os Princípios de Leibniz e, em particular, sua Lei da identidade dos indiscerníveis. Entretanto, em relatos estruturalistas e pós-estruturalistas, a diferença é entendida como constitutiva tanto do significado quanto da identidade. Em outras palavras, porque a identidade (particularmente, a identidade pessoal) é vista em termos não essencialistas como um construto, e porque os construtos só produzem significado através da interação de diferenças (veja abaixo), é o caso que tanto para o estruturalismo quanto para o pós-estruturalismo, não se pode dizer que a identidade existe sem diferença.

## Filosofia grega
Platão definiu a diferença como a participação (metéxis) de um ser na Ideia do Outro ou do Diferente (to heteron). Todas as formas participam da Ideia de Outro, à medida que isso permite sua autoidentidade e delimitação em relação a cada uma das outras formas, que se encontram relativamente entrelaçadas em seu ser (symploke) e em comunhão (koinonia). O Outro é um dos chamados Grandes Tipos ou Gêneros, articulado juntamente com o Mesmo (ideia formadora de identidade) e o Ser. Assim, no diálogo Sofista 255e, ele afirma sobre o Outro: "ele permeia todas as formas, pois cada uma é diferente do resto, não em virtude de sua própria natureza, mas porque ela participa do caráter de outro (thateron)". No mesmo diálogo, apresenta a definição de que o "não-ser", ou negação, é simplesmente um sinônimo de diferença. Conforme Sofista 256e:
"a natureza do Outro opera de modo a tornar cada uma [forma] diferente de ser, e portanto não ser. Assim, podemos, deste ponto de vista, dizer com razão de todos elas que não são; e novamente, uma vez que participam do ser, elas são e têm ser. (...) E assim, em relação a cada uma das classes, o ser é muitos, e o não-ser é infinito em número."
Em Aristóteles, utiliza o termo diaphora (διαφορά) para o conceito de diferença. Também nele se encontra como uma alteridade das coisas que também devem estar em alguma relação de mesmidade, conforme Metafísica 1018a: "Diferença é o que se chama de algo que é outro mas que ainda assim tem algo de mesmo, não apenas em número, mas também em espécie ou gênero ou em analogia; também coisas cujo gênero não é o mesmo; e contrários; e todas as coisas que contêm 'alteridade' em sua essência."

## Diferença na lei de Leibniz
O Princípio da identidade dos indiscerníveis, de Gottfried Leibniz, afirma que duas coisas são idênticas se e somente se compartilham as mesmas e apenas as mesmas propriedades. Este é um princípio que define identidade em vez de diferença, embora tenha estabelecido a tradição na lógica e na filosofia analítica de conceber a identidade e a diferença como opostas.

## Crítica de Kant
Em sua Crítica da Razão Pura, Immanuel Kant argumenta que é necessário distinguir entre a coisa em si e sua aparência. Mesmo que dois objetos tenham completamente as mesmas propriedades, se eles estiverem em dois lugares diferentes ao mesmo tempo, eles serão numericamente diferentes:

Identidade e Diferença.— ... Assim, no caso de duas gotas de água, podemos fazer a abstração completa de todas as diferenças internas (qualidade e quantidade), e, o fato de serem intuídas ao mesmo tempo em locais diferentes, é suficiente para justificar-nos em considerá-los numericamente diferentes. Leibnitz [sic] considerava os fenômenos como coisas em si mesmas, consequentemente como inteligibilia, ou seja, objetos de puro entendimento ..., e, neste caso, seu princípio do indiscernível (principium identatis indiscernibilium) não deve ser contestado. Mas, como os fenômenos são objetos da sensibilidade e, como o entendimento, a respeito deles, deve ser empregado empiricamente e não pura ou transcendentalmente, a pluralidade e a diferença numérica são dadas pelo próprio espaço como a condição dos fenômenos externos. Pois uma parte do espaço, embora possa ser perfeitamente semelhante e igual a outra parte, ainda está sem ela, e por isso só é diferente desta última ... Segue-se que isso deve valer para todas as coisas que estão nas diferentes partes do espaço ao mesmo tempo, por mais semelhantes e iguais que uma seja à outra.

## Diferença no estruturalismo
A linguística estrutural e, subsequentemente, o estruturalismo propriamente dito, baseiam-se na ideia de que o significado só pode ser produzido diferencialmente em sistemas significantes (como a linguagem). Esse conceito ganhou destaque pela primeira vez nos escritos estruturalistas do linguista suíço Ferdinand de Saussure e foi desenvolvido para a análise das estruturas sociais e mentais pelo antropólogo francês Claude Lévi-Strauss.
O primeiro estava preocupado em questionar a visão prevalecente do significado "inerente" às palavras, ou a ideia de que a linguagem é uma nomenclatura que tem uma correspondência direta com o real. Em vez disso, Saussure argumenta que o significado surge através da diferenciação de um signo de outro, ou mesmo de um fonema de outro:
Na linguagem, existem apenas diferenças. Ainda mais importante: uma diferença geralmente implica termos positivos entre os quais a diferença é estabelecida; mas na linguagem existem apenas diferenças sem termos positivos. Quer tomemos o significado ou o significante, a linguagem não tem nem ideias nem sons que existiam antes do sistema linguístico, mas apenas diferenças conceituais e fônicas que emanaram do sistema. A ideia ou substância fônica que um signo contém tem menos importância do que os outros signos que o rodeiam. ... Um sistema linguístico é uma série de diferenças de som combinadas com uma série de diferenças de ideias; mas o emparelhamento de certo número de signos acústicos com tantos cortes feitos a partir do pensamento de massa engendra um sistema de valores.
Em sua Antropologia estrutural, Claude Lévi-Strauss aplicou este conceito ao estudo antropológico das estruturas mentais, parentesco e sistemas de crenças, examinando a maneira pela qual o significado social emerge através de uma série de oposições estruturais entre grupos de parentesco emparelhados/opostos, por exemplo, ou entre categorias de oposição básicas (como amigo e inimigo, vida e morte, ou em um volume posterior, o cru e o cozido).

## Diferença edifféranceno pós-estruturalismo
O filósofo francês Jacques Derrida estendeu e criticou profundamente o pensamento estruturalista sobre os processos pelos quais o significado é produzido por meio da interação da diferença na linguagem e, em particular, na escrita. Enquanto a linguística estruturalista reconheceu que o significado é diferencial, muito do pensamento estruturalista, como a narratologia, tornou-se muito focado na identificação e produção de uma tipologia das estruturas diferenciais fixas e oposições binárias em funcionamento em qualquer sistema dado. Em sua obra, Derrida procurou mostrar como as diferenças das quais depende qualquer sistema significante não são fixas, mas são apanhadas e se enredam umas nas outras. A própria escrita torna-se o protótipo desse processo de emaranhamento, e em Of Grammatology (1967) e "Différance" (em Margins of Philosophy, 1972) Derrida mostra como o conceito de escrita (como a ausência paradoxal ou depresença da voz viva) foi subordinado à desejada "presença plena" da fala dentro da tradição filosófica ocidental. Seu pensamento inicial sobre a relação entre escrita e diferença é coletado em seu livro de ensaios intitulado Writing and Difference (1967).
Em outro lugar, Derrida cunhou o termo différance (um erro ortográfico deliberado de différence) a fim de fornecer um gancho conceitual para seu pensamento sobre os processos de significado em ação na escrita/linguagem. Esse neologismo é um jogo de palavras com os dois significados da palavra francesa différer: diferir e adiar. Derrida, portanto, argumenta que o significado não surge de diferenças fixas entre elementos estáticos em uma estrutura, mas que os significados produzidos na linguagem e outros sistemas significantes são sempre parciais, provisórios e infinitamente diferidos ao longo de uma cadeia de significantes diferentes/aiadas. Ao mesmo tempo, a própria palavra différance realiza esse enredamento e confusão de significados diferenciais, pois depende de uma diferença mínima (a substituição da letra "a" pela letra "e") pois depende de uma diferença mínima que não pode ser apreendida na fala oral, já que os sufixos "-ance" e "-ence" têm a mesma pronúncia em francês. A (não) diferença "fonêmica" entre différence e différance só pode ser observada na escrita, produzindo significado diferencial apenas de maneira parcial, diferida e emaranhada.
Différance foi definida como "o não originário, constituindo-disrupção da presença": espacialmente, ela difere, criando espaços, rupturas e diferenças e, temporalmente, ela adia, retardando a presença de ser totalmente alcançada. A crítica de Derrida à ontologia essencialista baseia-se na ontologia diferencial de Friedrich Nietzsche (que introduziu o conceito de Verschiedenheit, "diferença", em seus manuscritos não publicados) e Emmanuel Levinas (que propôs uma ética do Outro).
Na mesma linha, Difference and Repetition (1968) de Gilles Deleuze foi uma tentativa de imaginar a diferença como tendo um privilégio ontológico sobre a identidade, invertendo a relação tradicional entre esses dois conceitos e implicando que as identidades só são produzidas por meio de processos de diferenciação.